# 九四式五号無線機
九四式五号無線機（きゅうよんしきごごうむせんき）は、大日本帝国陸軍が開発した近距離通信用の無線機である。通信距離は約10km、全備重量は約40kgの部隊通信班用無線機で、駄馬1頭により1機または2機を運搬できる。通信に直接使用する機材は兵員2名から3名で分担携行できた。
開発開始は昭和5年である。研究方針は、歩兵旅団とその直属部隊や、協力にあたる砲兵部隊との連絡、また砲兵部隊相互間の連絡、師団騎兵と騎兵斥候用などに用いられる無線機を想定した。当時の無線技術の発達を考慮し、より機能が良好な機材について型式を定めた。同年中は周波数帯と携行方法の研究を行った。
昭和6年、方針を修正した。内容は、歩兵旅団司令部と直属部隊の間の連絡、歩兵部隊相互間の連絡、部隊内の連絡、砲兵隊内および砲兵隊と協力する部隊の連絡に用いるとした。性能は中短波を用い、電信通信距離10km、砲兵の連絡用には15kmを目標とした。運搬は駄馬1頭、または砲兵車輌に搭載することとした。戦況によっては歩兵4名、また乗馬兵4名から6名により運搬できることとされた。昭和6年中には準備研究を終えて設計基礎を確立した。
昭和7年、8年の間に研究試験が進み、昭和9年1月、満州北部での冬期試験を実施した。結果、酷寒時の性能は良好で、取扱いが簡単であり実用に適すると判定された。こののち、審査方針を修正した。内容は主として中短波を用いること、電信通信距離が10km、砲兵用には15km、駄馬1頭に駄載または砲兵車輌で運搬すること、通信に直接必要な機材は兵員2名から3名で運べること、無線電話装置の追加について研究することであった。この方針に基づいて機材の改良を実施した。砲兵観測班用としては四号甲無線機が適当であるとされた。9月、満州北部での雨期・炎熱試験を実施。機能優秀で取扱いが容易であり、無線通信手は短期教育で操作ができ、おおむね実用に適すると判定された。10月、試作機材の試験が陸軍歩兵学校により行われた。結果、試製九四式五号無線機は、従来配備されていた十五年式五号機に比較し、全般的に旅団通信班用機材として改善進歩が見られ、適切な装備と評価された。
昭和10年3月、兵器採用検査の実績から、短期間で製造可能であると確認された。また歩兵通信班専用の無線装備であることが決められ、方針が修正された。内容は、中短波または短波を使用すること、電信通信距離10km、駄馬1頭に1機または2機を駄載できること、状況によっては直接通信に必要な機材を兵員2名から3名で軽易に運べることだった。また追加の電話装置に関して研究された。9月、上申案を決定。11月、陸軍技術本部に意見を求めて異論がないことから仮制式制定の上申が認められた。12月、上申された。

## 構成
この無線機は通信機、発電装置、付属品と材料で構成される。通信機は送信装置と受信装置で組み立てられていた。
通信機内容
- 送信装置・水晶制御または主発振によって無線電話と電信送信を行う。周波数範囲は900から2,000キロサイクル毎秒、および4,000から5,000キロサイクル毎秒。
- 受信装置・拡大と検波機能を持つ。周波数範囲は送信装置と同様である。
- 付属品・送受話器、携帯電圧計など。
- 予備品・交換用部品

発電装置内容
- 手廻発電機・一人手廻式全閉型直流発電機を使用した。定格出力18ワット、定格電圧は高圧150ボルト、低圧側6ボルト。定格電流は高圧80ミリアンペア、低圧1アンペア。回転数はハンドル側が70回転毎分、電気子側で5,000回転毎分。
- 付属品・接続紐など。

付属品内容
- 空中線材料嚢、小型電灯、ワイヤーカッター、ねじ回しなど。他に器材収容用の箱が2個。この箱に収容された機材は輜重用十五年式駄馬具によって運搬された。

材料内容
- 空中線・長さ約15mのワイヤーで、高さ約2m以下の空中に張るか、地上に設置された。地線には同じ長さのワイヤーを地上に敷いた。